# Universíada de Inverno de 2011
A XXV Universíada de Inverno foi realizada em Erzurum, Turquia entre 27 de janeiro e 6 de fevereiro de 2011.

## Modalidades

### Obrigatórias
As modalidades obrigatórias são determinadas pela Federação Internacional do Esporte Universitário (FISU) e, salvo alteração feita na Assembléia Geral da FISU, valem para todas as Universíadas de Inverno.
| - Biatlo (9) - Curling (2) - Esqui alpino (10) - Esqui cross-country (11) | - Hóquei no gelo (2) - Patinação artística (5) - Patinação de velocidade em pista curta (8) - Snowboard (6)[a] |

- a. ^ Dois eventos do foram cancelados.

### Opcionais
As modalidades opcionais são determinadas pela Federação Nacional de Esportes Universitários (National University Sports Federation - NUSF) do país organizador e devem ser de, no mínimo, um esporte e no máximo três. Após 24 edições como modalidades obrigatórias, o salto de esqui e o combinado nórdico serão, a partir dessa edição, modalidades opcionais.
- Combinado nórdico (3)
- Salto de esqui (4)
- Esqui estilo livre (4)

## Locais de eventos
Esses são os locais de eventos e as modalidades disputadas em cada local. Todos os locais foram construídos especialmente para os Jogos ou então foram provisórios, exceto o Estádio Kâzım Karabekir.
As seguintes sedes estavam nas cercanias de Erzurum:
- Região de Konakli: esqui alpino
- Região de Kandilli: esqui cross-country, combinado nórdico e o biatlo

Sedes em Erzurum:
- Kiremitliktepe: saltos de esqui e o combinado nórdico
- Montanha Palandoken: snowboard e o esqui estilo livre
- Ginásios Palandoken e Arena Provisória 1: hóquei no gelo
- Ginásio Yenişehir : curling
- Ginásio da Universidade Atatürk de Erzurum: patinação de velocidade em pista curta e patinação artística

## Calendário
As caixas em azul representam uma competição ou um evento qualificatório de determinada data. As caixas em amarelo representam um dia de competição valendo medalha. Cada ponto dentro das caixas representa uma disputa de medalha de ouro
| ● | Cerimônia de abertura |  | Treino não oficial |  | Treino oficial |  | Competições | ● | Finais de competições | ● | Cerimônia de encerramento |

| Fevereiro                              | 26 | 27 | 28 | 29 | 30 | 31 | 01 | 02 | 03 | 04 | 05 | 06 | T  |
| -------------------------------------- | -- | -- | -- | -- | -- | -- | -- | -- | -- | -- | -- | -- | -- |
| Cerimônias                             |    | ●  |    |    |    |    |    |    |    |    |    | ●  |    |
| Biatlo                                 |    |    |    | ●  |    |    | ●  | ●  |    | ●  | ●  |    | 9  |
| Combinado nórdico                      |    |    | ●  |    | ●  |    | ●  |    |    |    |    |    | 3  |
| Curling                                |    |    |    |    |    |    |    |    |    |    | ●  |    | 2  |
| Esqui alpino                           |    |    |    | ●  | ●  |    |    | ●  | ●  | ●  | ●  | ●  | 10 |
| Esqui cross-country                    |    |    | ●  | ●  |    | ●  |    | ●  | ●  |    | ●  |    | 11 |
| Esqui estilo livre                     |    |    | ●  |    |    |    |    |    |    |    | ●  |    | 4  |
| Hóquei no gelo                         |    |    |    |    |    |    |    |    |    |    | ●  | ●  | 2  |
| Patinação artística                    |    |    |    |    |    |    |    | ●  | ●  | ●  |    |    | 5  |
| Patinação de velocidade em pista curta |    |    | ●  | ●  | ●  |    |    |    |    |    |    |    | 10 |
| Salto de esqui                         |    |    | ●  | ●  |    | ●  |    |    | ●  |    |    |    | 4  |
| Snowboard                              |    |    |    |    | ●  |    | ●  |    | ●  |    | ●  |    | 8  |
| Finais                                 |    |    | 8  | 8  | 4  | 3  | 5  | 8  | 5  | 6  | 10 | 3  | 64 |

## Países participantes
Participaram desta edição da Universíada 57 países incluindo os atletas, treinadores, juízes e árbitros.
Abaixo estão listadas todas os países participantes. Os números entre parênteses indicam o número de atletas da delegação de cada país. As maiores delegações foram as da Rússia (176 atletas), da Turquia (país anfitrião com 158 atletas) e do Canadá (102 atletas). Foram seis países com as menores, com apenas um atleta.
| \| - RSA África do Sul (2) - GER Alemanha (30) - AUS Austrália (11) - AUT Áustria (26) - AZE Azerbaijão (1) - BLR Bielorrússia (57) - BEL Bélgica (6) - BIH Bósnia e Herzegovina (1)[6] - BRA Brasil (4)[7] - BUL Bulgária (7) - CAN Canadá (102) - KAZ Cazaquistão (39) - CHN China (76) - COL Colômbia - KOR Coreia do Sul (91) \| - CRO Croácia (4) - DEN Dinamarca (1) - SVK Eslováquia (61) - SLO Eslovênia (56) - ESP Espanha (40) - USA Estados Unidos (81) - EST Estônia (16) - FIN Finlândia (88) - FRA França (58) - GBR Grã-Bretanha (49) - GRE Grécia (7) - HUN Hungria (26) - IRI Irã (13) - IRL Irlanda (7) - ITA Itália (49) \| - JPN Japão (97) - LAT Letônia (4) - LIB Líbano (6) - LTU Lituânia (8) - MAS Malásia (1) - MEX México (1) - MDA Moldávia - MON Mônaco (1) - MGL Mongólia (15) - MNE Montenegro (1) - NEP Nepal - NOR Noruega (8) - NZL Nova Zelândia (18) - NED Países Baixos (14) \| - POL Polônia (75) - KGZ Quirguistão (2) - CZE Chéquia (81) - MKD Macedônia do Norte (2) - RUS Rússia (176) - SMR San Marino - SRB Sérvia (15) - SWE Suécia (59) - SUI Suíça (48) - THA Tailândia - TPE Taipé Chinês (1) - TUR Turquia (158)[8] - UKR Ucrânia (78) - VEN Venezuela \| | | | |
| - RSA África do Sul (2) - GER Alemanha (30) - AUS Austrália (11) - AUT Áustria (26) - AZE Azerbaijão (1) - BLR Bielorrússia (57) - BEL Bélgica (6) - BIH Bósnia e Herzegovina (1) - BRA Brasil (4) - BUL Bulgária (7) - CAN Canadá (102) - KAZ Cazaquistão (39) - CHN China (76) - COL Colômbia - KOR Coreia do Sul (91) | - CRO Croácia (4) - DEN Dinamarca (1) - SVK Eslováquia (61) - SLO Eslovênia (56) - ESP Espanha (40) - USA Estados Unidos (81) - EST Estônia (16) - FIN Finlândia (88) - FRA França (58) - GBR Grã-Bretanha (49) - GRE Grécia (7) - HUN Hungria (26) - IRI Irã (13) - IRL Irlanda (7) - ITA Itália (49) | - JPN Japão (97) - LAT Letônia (4) - LIB Líbano (6) - LTU Lituânia (8) - MAS Malásia (1) - MEX México (1) - MDA Moldávia - MON Mônaco (1) - MGL Mongólia (15) - MNE Montenegro (1) - NEP Nepal - NOR Noruega (8) - NZL Nova Zelândia (18) - NED Países Baixos (14) | - POL Polônia (75) - KGZ Quirguistão (2) - CZE Chéquia (81) - MKD Macedônia do Norte (2) - RUS Rússia (176) - SMR San Marino - SRB Sérvia (15) - SWE Suécia (59) - SUI Suíça (48) - THA Tailândia - TPE Taipé Chinês (1) - TUR Turquia (158) - UKR Ucrânia (78) - VEN Venezuela |

## Quadro de medalhas
O Quadro de medalhas é uma lista que classifica as Federações Nacionais de Esportes Universitários (NUSF) de acordo com o número de medalhas conquistadas. Foram disputadas 64 finais em 11 modalidades.
A primeira medalha de ouro foi conquistada pela atleta russa Alia Iksanova no 5 km clássicos do esqui cross-country com o tempo de 14 minutos, 45 segundos e 700 centésimos, 17 segundos a frente da ucraniana Kateryna Grygorenko e 9 segundos a frente da italiana Virginia De Martin Topranin.
A Turquia, país anfitrião, conquistou a sua única medalha em 4 de fevereiro. Os atletas Alisa Agafonova e Alper Uçar conquistaram a medalha de prata na prova de dança da patinação artística.
| Ordem                                                                       | País               | Medalha de ouro | Medalha de prata | Medalha de bronze |    |  |
| --------------------------------------------------------------------------- | ------------------ | --------------- | ---------------- | ----------------- | -- |  |
| 1                                                                           | RUS Rússia         | 14              | 14               | 11                | 39 |  |
| 2                                                                           | KOR Coreia do Sul  | 7               | 3                | 5                 | 15 |  |
| 3                                                                           | UKR Ucrânia        | 6               | 5                | 4                 | 15 |  |
| 4                                                                           | SVK Eslováquia     | 5               |                  | 3                 | 8  |  |
| 5                                                                           | FRA França         | 4               | 4                | 5                 | 13 |  |
| 6                                                                           | JPN Japão          | 4               | 3                | 3                 | 10 |  |
| 7                                                                           | USA Estados Unidos | 4               | 2                |                   | 6  |  |
| 8                                                                           | CHN China          | 3               | 3                | 4                 | 10 |  |
| 9                                                                           | GER Alemanha       | 3               | 3                | 1                 | 7  |  |
| 10                                                                          | CZE Chéquia        | 2               | 2                | 3                 | 7  |  |
|                                                                             |                    |                 |                  |                   |    |  |
| 22                                                                          | TUR Turquia        |                 | 1                |                   | 1  |  |
| O Brasil, único país lusofóno participante, não conquistou nenhuma medalha. |                    |                 |                  |                   |    |  |